# Здунек (Мазовецьке воєводство)
Здунек (пол. Zdunek) — село в Польщі, у гміні Мишинець Остроленцького повіту Мазовецького воєводства.
Населення — 140 осіб (2011).
У 1975—1998 роках село належало до Остроленцького воєводства.

## Демографія
Демографічна структура станом на 31 березня 2011 року:
|          | Загалом | Допрацездатний вік | Працездатний вік | Постпрацездатний вік |
| -------- | ------- | ------------------ | ---------------- | -------------------- |
| Чоловіки | 74      | 13                 | 55               | 6                    |
| Жінки    | 66      | 14                 | 37               | 15                   |
| Разом    | 140     | 27                 | 92               | 21                   |